# Tlaltenango de Sánchez Román
Tlaltenango de Sánchez Román är en ort i Mexiko.   Den ligger i kommunen Tlaltenango de Sánchez Román och delstaten Zacatecas, i den centrala delen av landet, 500 km nordväst om huvudstaden Mexico City. Tlaltenango de Sánchez Román ligger 1 691 meter över havet och antalet invånare är 14 240.
Terrängen runt Tlaltenango de Sánchez Román är kuperad norrut, men söderut är den platt. Runt Tlaltenango de Sánchez Román är det ganska glesbefolkat, med 31 invånare per kvadratkilometer. Tlaltenango de Sánchez Román är det största samhället i trakten. I omgivningarna runt Tlaltenango de Sánchez Román växer huvudsakligen savannskog.